# روبرتو كاريفي
روبرتو كاريفي (بالإيطالية:Roberto Carifi) (مواليد 1948، بستويا)، هو شاعر وفيلسوف ومترجم إيطالي.

## السيرة الذاتية
انجذب كاريفي منذ سنوات دراسته الجامعية للفلسفة الفرنسية والألمانية، كما أنه تأثر في اشعاره بشعراء مثل راينر ماريا ريلكه وجورج تراكل، وعمل على ترجمة اشعارهم إلي الايطالية، و بالإضافة إلى كونه شاعرًا فهو ناقد أدبي.
في عام 2004 أصيب بجلطة أثرت على نشاطه وإبداعه، وفي عام 2019 حصل على جائزة سيلينتو للشعر من أكاديمية بريرا للفنون الجميلة.